# Кафиатуллин, Марат Абдуллович
Марат Абдуллович Кафиатуллин (25 июля 1934 — 9 апреля 2019) — советский и российский строитель, директор ОАО «Институт „Казгражданпроект“» с 1977 по 2011 год (по данным сайта Института — по 2009 год), Заслуженный строитель РСФСР.

## Биография
Марат Кафиатуллин родился 25 июля 1934 года в деревне Уразовка, Горьковская область.
В 1958 году окончил с отличием Казанский инженерно-строительный институт по направлению «Промышленное и гражданское строительство».
Получив образование, начал трудовую деятельность в Казанском филиале «Гипронииавиапрома», где проработал до 1971 года. Был инженером, старшим инженером, позже — руководителем группы и начальником строительного отдела.
В 1971—1977 годах был главным инженером института «Татаргражданпроект». В 1977 году был назначен первым директором института «Казграждапроект».
Кафиатуллин является автором и руководителем проектов ряда инфраструктурных объектов и жилых зданий в Казани, в частности, ЦУМ (1968—1973) и Молодёжный центр (1970—1973). Он принимал участие в разработке проекта административного здания райкома КПСС Вахитовского района (1974—1975), проекта и освоения жилого квартала кирпичных 14-этажных домов на проспекте Ибрагимова (1975—1977), на улице Татарстан, жилых зданий серии 111-90 в 38-м микрорайоне (между улицами Чуйкова, Адоратского и проспектами Ямашева и Амирхана, 1977—1979) и серии 111—121 в 53-м микрорайоне (1977—1978).
Кафиатуллин руководил разработкой конструктивных решений здания завода крупнопанельных прокатных перегородок (1958), в том числе его производственного корпуса площадью 300 м², сделанного из металлических конструкций (1959—1960), производственного здания института «Казгражданпроект» (1975—1976), дома культуры компрессорного завода (1977), здания Республиканской библиотеки имени В. И. Ленина (1978—1980). Параллельно с директорской работой в институте занимался преподавательской деятельностью в Казанском инженерно-строительном институте.
Награждён орденами «Знак Почёта», «За заслуги перед Республикой Татарстан». Имеет звания: «Заслуженный строитель РСФСР» (1986), «Заслуженный строитель Республики Татарстан» (1977), «Почётный гражданин Казани».
Умер 9 апреля 2019 года, прощание состоялось на следующий день в мечети аль-Марджани, у него осталась вдова Дина Хасанова.